# Brama Warciana w Poznaniu
Brama Warciana (niem. Warthe Thor) – zbudowana nad brzegiem Warty w latach 1845–46 na końcu ciągu umocnień prawobrzeżnych Twierdzy Poznań. Droga z bramy prowadziła do dzielnicy Miasteczko (obecnie Św. Roch) oraz w stronę Rataj. Bramę otaczały dwie kaponiery – prostokątna od strony fosy oraz półokrągła od strony rzeki. W pobliżu znajdowała się przeprawa promowa (w późniejszym czasie zastąpiona mostem Św. Rocha).